# Swiftair
Swiftair SA là một hãng hàng không có trụ sở tại Madrid, Tây Ban Nha. Hãng cung cấp dịch vụ bay thuê chuyến, bay thường lệ vận chuyển khách và chở hàng ở châu Âu, Bắc Phi và Trung Đông. Cơ sở chính của hãng đóng ở sân bay Madrid-Baraj.
Hãng hàng không được thành lập vào năm 1986. Hãng sở hữu 100% công ty con Mediterranean Air Freight. Hiện nay Swiftair cũng là một nhà thầu với một MD-83 đặt tại Khartoum (Sudan) cho Phái bộ Liên Hợp Quốc tại Sudan.